# Keremeos
Keremeos è un villaggio del Canada, situata in Columbia Britannica, nel distretto regionale di Okanagan-Similkameen.